# Schönheitengalerie

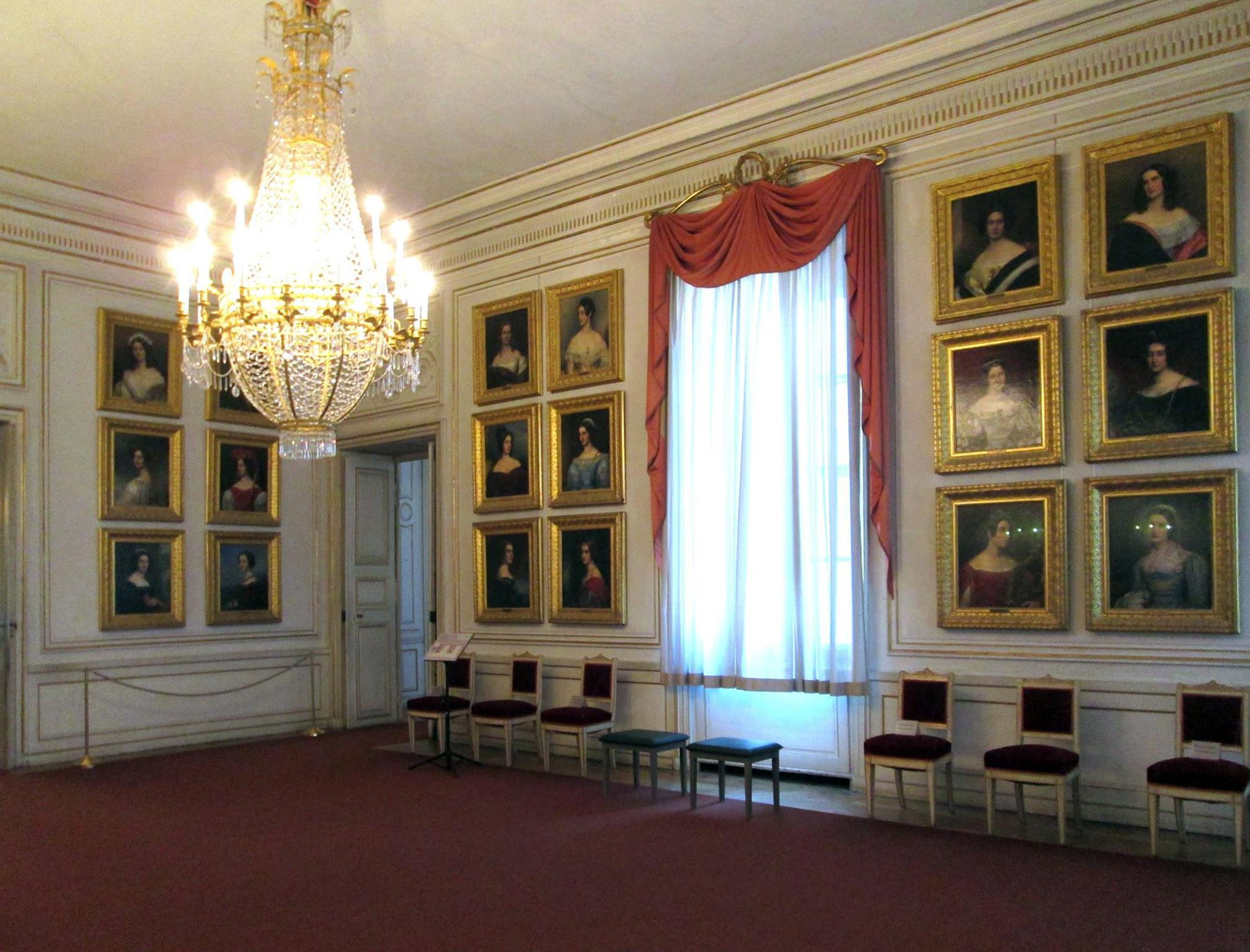
Schönheitengalerie

Die Schönheitengalerie König Ludwigs I. von Bayern im inneren südlichen Pavillon des Schlosses Nymphenburg umfasst 38 Porträtmalereien von Münchner Frauen sowohl adeliger als auch bürgerlicher Herkunft, die bis auf zwei von dem 1820 zum Hofmaler ernannten Joseph Karl Stieler gemalt wurden. Die beiden übrigen Bilder stammen von Stielers Schüler Friedrich Dürck. Zu den Porträtierten gehörten die Tänzerin Lola Montez, die Geliebte des Königs, die Schustertochter Helene Sedlmayr, die Schauspielerin Charlotte von Hagn, die damals vom Publikum in München, Berlin bis nach Sankt Petersburg verehrt wurde, sowie Marianna Marchesa Florenzi, eine Vertraute des Königs.

## Ältere Sammlungen
Die Idee, Gemälde von schönen Frauen in einer Galerie zu sammeln, war keine Erfindung Ludwigs I., sondern scheint aus Italien zu stammen. Den frühesten Überlieferungen zufolge soll einer der Markgrafen von Mantua im 17. Jahrhundert eine solche Sammlung besessen haben. Ähnliches wird von den Höfen des Tiroler Erzherzogs Ferdinand II. (Schloss Ruhelust) und von Lorenzo Colonna (Schloss Carnesino bei Como) berichtet.
Peter Lely (1618–1680) malte unter dem Titel The Windsor Beauties für Anne Hyde eine Serie von Hofdamen, die zuerst im Windsor Castle hing und später in den Hampton Court Palace zog. Dort befinden sich auch die Hampton Court Beauties, welche um 1690 von Godfrey Kneller erschaffen wurden.
Einen weitaus größeren Einfluss auf Ludwig I. hatte die Galerie von ursprünglich 40 Werken, die die bayerische Kurfürstin Henriette Adelheid von Savoyen in der Zeit zwischen 1650 und 1675 durch ihren Münchner Hofmaler Corlando anfertigen ließ. Die Galerie hing vermutlich zuerst im alten Schleißheimer Schloss und findet sich heute zumindest in Teilen im Vestibül des Cuvilliés-Theaters in München. Bei den Motiven handelt es sich um Allegorien mutmaßlicher Hofdamen Henriette Adelheids.
Nicht nur Ludwig I., sondern auch ihr Sohn, Kurfürst Maximilian II. Emanuel, ließ sich durch diese Werke inspirieren. In seiner Schönheitengalerie fanden sich Die schönsten Damen des französischen Hofes von den Zeiten Ludwigs XIV. von dessen Hofmaler Pierre Gobert (oder einer Kopienwerkstatt), aber auch Schönheiten des italienischen Adels (Marchesa d’Oliano, Gräfin di Rivalta), die Corlando zugeschrieben werden. Letztere könnten auch aus der Galerie Henriette Adelheids stammen.
Kurfürst August II. von Sachsen hatte in Schloss Pillnitz gleich mehrere Galerien mit Schönheiten: eine mit Hofdamen der Maria II. von England, erstellt von Schülern Anthonis van Dycks, eine von Pietro Rotari (1707–1762), den er 1750 nach Dresden einlud, und eventuell eine weitere mit schönen Polinnen.
Bei sämtlichen bisher erwähnten Schönheitengalerien ist keine Beziehung zwischen Herrscher und Motiv zu erkennen. Landgraf Wilhelm VIII. von Hessen-Kassel ließ von Johann Heinrich Tischbein dem Älteren 28 Schönheiten malen – 14 bürgerliche für das erste Vorzimmer von Schloss Wilhelmsthal, 14 adelige für das zweite, ihm näher gelegene. Diese Modelle waren Wilhelm VIII. bekannt, es waren keine Bildnisse (oder gar Kopien existierender Werke) ihm unbekannter Damen anderer Höfe, wie es in den vorherigen Schönheitsgalerien üblich gewesen war.
Die vermutlich größte Schönheitengalerie stammt von Pietro Rotari. Zarin Elisabeth I. beauftragte den Maler aus Verona, der seit 1756 ihr Hofmaler war, mit der Schaffung eines Kabinetts der Moden und Grazien. Er sollte junge Frauen malen, die die Vielfalt der Völker Russlands abbildeten. Im Zuge dieses Auftrages schuf Rotari nicht nur 360 Bilder bürgerlicher Russinnen für Elisabeth, sondern außerdem zusätzliche 50, die sie an die Russische Kunstakademie verschenkte. Elisabeths Bilder waren für Schloss Peterhof bestimmt; heute finden sich etwa 40 der Werke im Schloss Archangelskoje bei Moskau.

## Entstehung

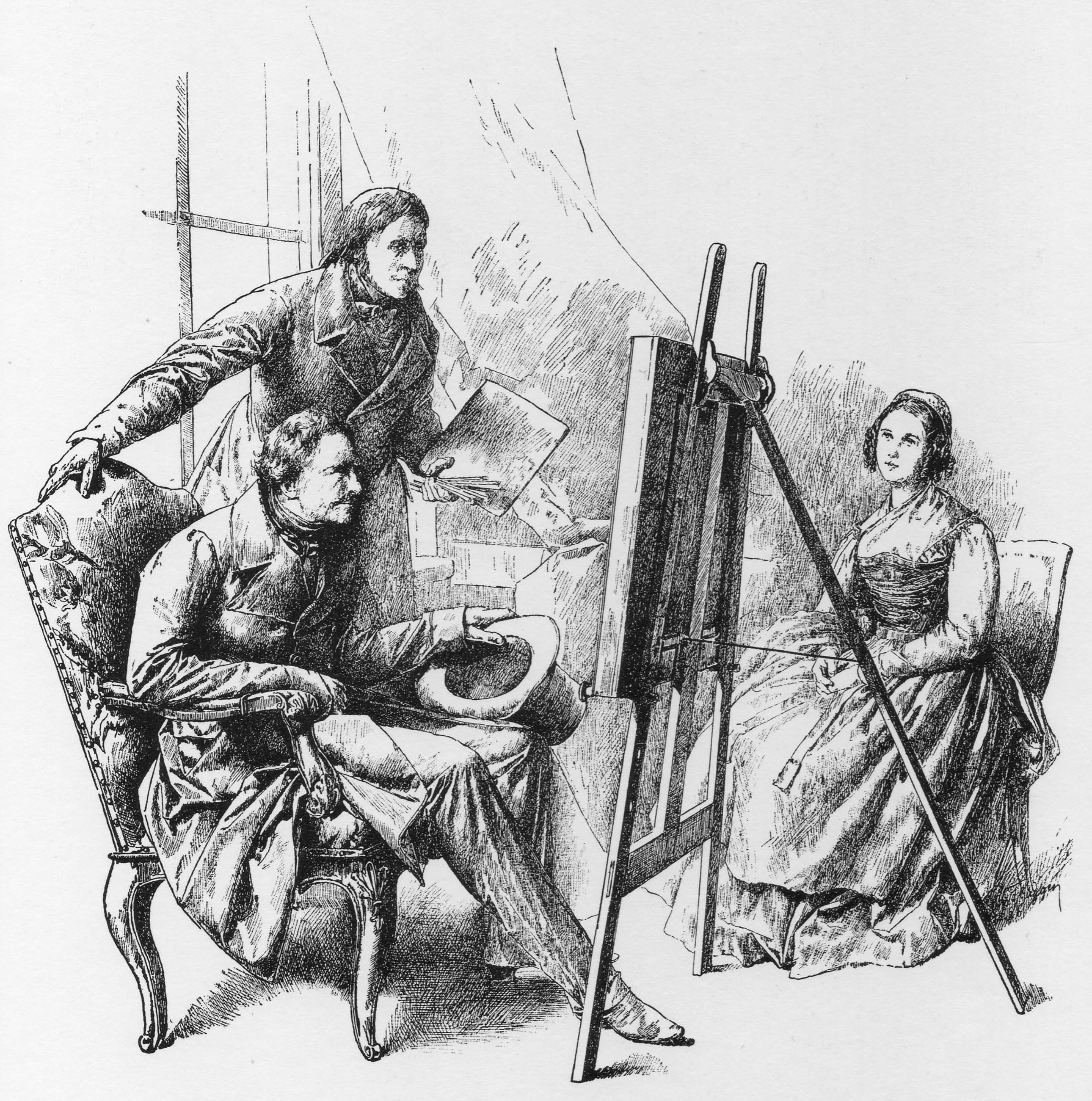
Zeichnung von Joseph Flüggen, die Ludwig und Stieler während einer Sitzung mit Helene Sedlmayr zeigt

Vor Schaffung der Schönheitengalerie hatte es um das Jahr 1817 einen kleinen Skandal wegen zweier Werke Joseph Karl Stielers gegeben. Er hatte für Ludwig I., der damals noch Kronprinz war, ein Bildnis der Gräfin Rambaldi, einer Mätresse des Königs, gemalt. Dieses Erinnerungsbild, das die Gräfin allegorisch als Madonna darstellt, um sie zu anonymisieren, hing neben einem Porträt des Kronprinzen. Die Öffentlichkeit jedoch erkannte das Motiv und war empört. Daraufhin entfernte man das Bildnis des Kronprinzen wieder, das Nathanael von Schlichtegroll in einem Brief an Georg Issel als „Meisterwerk“ bezeichnete.
Die Aufregung über dieses Bild war vermutlich eine der Ursachen, warum sich Ludwig I. zur Schaffung einer anonymeren Galerie entschied, von der bereits 1821 erstmals die Rede war. Zu diesem Zeitpunkt offerierte Stieler, noch Hofmaler ohne festes Gehalt, Bilder der Madame Lang und der Adelaide Schiasetti für Ludwigs Sammlung der schönen Köpfe. Beide Werke schafften es jedoch nicht in die Galerie. Letztgenanntes Porträt der römischen Opernsängerin erwarb Ludwig I. 1823 jedoch für die Münchener Kunstausstellung. Nach des Königs Willen sollte die Galerie vor allem eine Sammlung von vaterländischen Schönheiten werden, in der jedoch auch Ausländerinnen Vertretung fanden; und an ihr sollte die Nachwelt erkennen können, wie sich der Charakter weiblicher Schönheit zur damaligen Zeit ausgesprochen hat.
Mit Beginn seiner Erweiterung der Münchner Residenz plante Ludwig I. 1826 bereits die Räume ein, in denen die Sammlung hängen sollte. Der Plan für die Räume sah roten und grünen Stuckmarmor in breiter, horizontaler Schichtung für die Wände vor, die mit einer Sockelzone von runden 80 Zentimetern abgeschlossen werden sollen. Kassettendecke und Türfüllung wurden mit Ranken-Ornamenten verziert. 1828 benannte er in einem Brief an Johann Georg von Dillis die ersten zehn Werke, die in den beiden im Bau befindlichen Konversationszimmern ausgestellt werden sollten:
- Marianna Marchesa Florenzi

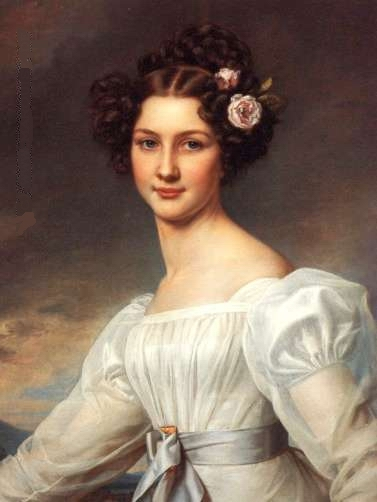
Auguste Strobl, erste Fassung, gemalt im Dezember 1826

- Isabella Gräfin von Tauffkirchen-Engelberg
- Charlotte von Hagn
- Auguste Strobl (2)
- Cornelia Vetterlein
- Maximiliane Borzaga
- Nanette Kaulla
- Regina Daxenberger
- Anna Hillmayer

Diese zehn Bilder waren es auch, die 1829 der Öffentlichkeit im Rahmen einer Kunstausstellung zusammen mit Stielers Goethe-Porträt vorgestellt wurden. Das Bild der Nanette Kaulla war jedoch zu diesem Zeitpunkt noch nicht fertiggestellt. Zu diesen zehn Porträts kamen weitere hinzu, so dass bei deren Einzug 1835 17 Bildnisse ausgestellt werden konnten, die in den letzten ungefähr acht Jahren entstanden waren:
- Amalie Freiin von Krüdener
- Lady Jane Ellenborough
- Amalia von Schintling
- Helene Sedlmayr
- Crescentia Fürstin von Öttingen-Öttingen und Wallerstein
- Irene Marquise von Pallavicini
- Caroline Gräfin von Holnstein

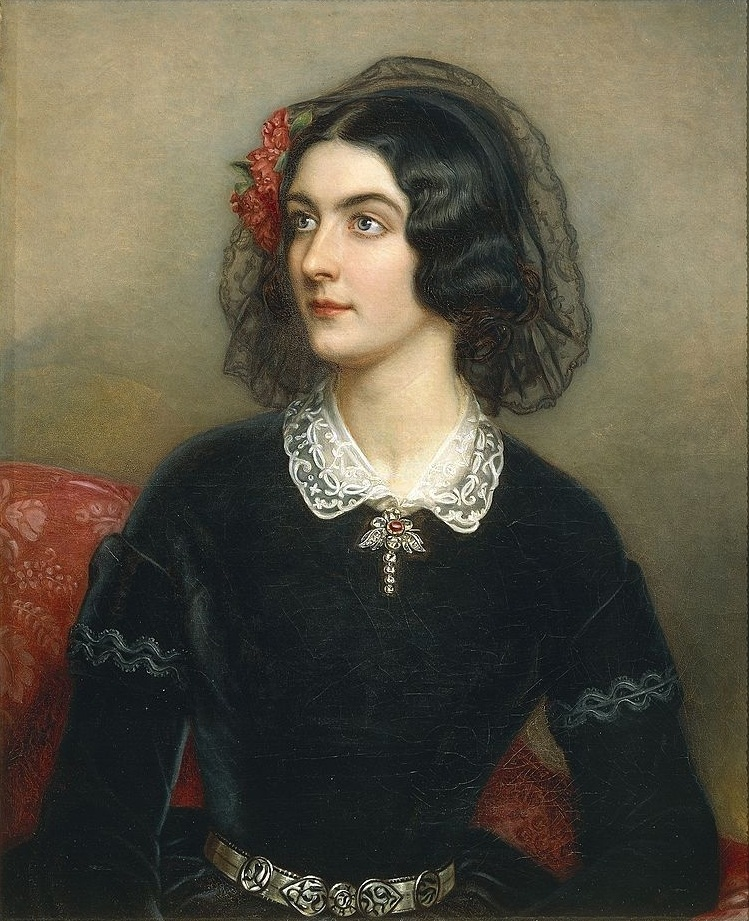
Lola Montez, die Geliebte von Ludwig I. und letzten Endes der Grund seiner Abdankung, war das vorletzte Motiv für Stielers Schönheitengalerie.

In den weiteren 15 Jahren bis 1850 fertigte Stieler die fehlenden 19 Porträts an und schloss seine Arbeit mit den Porträts von Lola Montez und Maria Dietsch ab. An letzterem wurden kosmetische Korrekturen vorgenommen, da Dietsch nach Auffassung Stielers „keine ausgezeichnete Schönheit“ war.
Auch bei seinem vorletzten Werk für die Galerie, dem Porträt der Lola Montez, hatte der Künstler Schwierigkeiten: Er befürchtete die Reaktion der Öffentlichkeit, die für Montez nicht viel übrig hatte. Ludwig I. musste ihn 1846 mehrmals darum ersuchen, sie zu malen. Er malte sie schließlich im Kostüm einer spanischen Tänzerin, mit relativ freiem Oberkörper und einer Maske in der Hand. Ludwig I. echauffierte sich über das Motiv und ließ sie in schwarzem Samt erneut malen. Auch von dem Ergebnis dieser Arbeit Stielers, dessen Motivation eher gering war, war der König nicht begeistert: „Ihr Pinsel wird alt“, kritisierte Ludwig. Stieler entgegnete dem König: „Für einen alten Pinsel aber schön genug“. Dies galt auch für Marianna Marchesa Florenzi aus Florenz, bei der Ludwig I. immer wieder Rat, auch in Staatsgeschäften, suchte. Als ihr berichtet wurde, dass neben ihrem Porträt jetzt das Bild „dieser Lola Montez“ hinge, verlangte sie in einem ihrer 3000 Briefe an ihn (er schrieb ihr ungefähr 1500) kategorisch, ihr Bild abzuhängen, und drohte, ihm andernfalls ihre Gunst zu entziehen.
Ludwig beauftragte 1861 Stielers Neffen und Schüler Friedrich Dürck (1809–1884) damit, zwei weitere Porträts für die Sammlung zu erstellen. So entstanden die einzigen beiden Bilder der Sammlung, die nicht direkt von Stieler stammen: Anna von Greiner und Carlotta von Breidbach-Bürresheim.
Da der Festsaalbau im Verlauf des Zweiten Weltkriegs zerstört wurde, zog die Sammlung in den kleinen Speisesaal von Schloss Nymphenburg um. Es war ursprünglich geplant, sie ihren Platz in der Residenz bald wieder einnehmen zu lassen.

## Gemälde
Unter den Porträtierten finden sich Angehörige verschiedener Völker, wie eine Griechin, eine Britin, eine Schottin. Nur eine der Frauen ist eine Jüdin (Nanette Kaula). Manche Frauen sind Mitglieder der bayerischen Königsfamilie: Alexandra von Bayern ist Ludwigs Tochter, Marie von Preußen seine Schwiegertochter. Selten sind zwei Frauen aus einer Familie porträtiert wie die Ehefrau und die Tochter des Ludwig von Oettingen-Wallerstein.
| Name                                         | Lebensdaten | Ehemänner | Ausmaße                 | Jahr | Abbildung |
| -------------------------------------------- | ----------- | --- | ----------------------- | ---- | --------- |
| Auguste Strobl                               | (1807–1871) | Anton Hilber, Förster (⚭ 1831) | 72,5 × 59,2 cm          | 1827 |           |
| Maximiliane Borzaga                          | (1806–1837) | Joseph Krämer, Arzt in Kreuth (⚭ 1830) | 72 × 58 cm              | 1827 |           |
| Isabella Gräfin von Tauffkirchen-Engelberg   | (1808–1855) | Graf Hektor von Kwilecky (⚭ 1830) | 72 × 59,8 cm            | 1828 |           |
| Amalie von Lerchenfeld                       | (1808–1888) | Freiherr Alexander von Krüdener (⚭ 1825–1852) Graf Nikolai Wladimirowitsch Adlerberg (⚭ 1855) | 72,2 × 59 cm            | 1828 |           |
| Christina Antonietta Cornelia Vetterlein     | (1811–1862) | Reichsfreiherr Franz Ludwig Friedrich von Künsberg auf Hain-Schmeilsdorf (⚭ 1843) | 72,5 × 59,2 cm          | 1828 |           |
| Charlotte von Hagn                           | (1809–1891) | Alexander von Oven, Gutsbesitzer (⚭ 1848–1851) | 73,2 × 59,5 cm          | 1828 |           |
| Nanette Kaulla                               | (1812–1876) | Salomon Joseph Heine (1803–1863), Bankier (⚭ 1834) | 72,2 × 59 cm            | 1829 |           |
| Anna Hillmayer                               | (1812–1847) | blieb unverheiratet | 71,7 × 58,4 cm          | 1829 |           |
| Regina Daxenberger                           | (1811–1872) | Heinrich Fahrenbacher (⚭ 1832) | 70 × 58,9 cm            | 1829 |           |
| Jane Elizabeth Digby                         | (1807–1881) | Eward Law, 2. Baron und 1. Earl of Ellenborough (⚭ 1824–1830) Carl Theodor Heribert von Venningen-Ullner von Diepurg (⚭ 1834) Graf Spyridon Theotoky (⚭ 1841) Scheich Medjuel el Mezrab (⚭ 1854) | 72 × 58 cm              | 1831 |           |
| Marianna Gräfin Bacinetti                    | (1802–1870) | Ettore Marchese Florenzi (⚭ 1819) Evelyn Waddington (⚭ 1836) | 71,6 × 58,4 cm          | 1831 |           |
| Amalia von Schintling                        | (1812–1831) | blieb unverheiratet (verlobt mit Fritz von Schintling, vor der Hochzeit an Tuberkulose gestorben)                                                                                                | 72 × 58,5 cm            | 1831 |           |
| Helene Sedlmayr                              | (1813–1898) | Kammerdiener Hermes Miller (⚭ 1832) | 71,4 × 58,2 cm          | 1831 |           |
| Crescentia Bourgin                           | (1806–1853) | Fürst Ludwig Kraft zu Oettingen-Wallerstein (⚭ 1823) | 72 × 58 cm              | 1833 |           |
| Irene Markgräfin Pallavicini                 | (1811–1877) | Graf Aloys von Arco-Stepperg (⚭ 1830) (Sohn von Maria Leopoldine von Österreich-Este) | 72 × 58,2 cm            | 1834 |           |
| Caroline Freiin von Spiering                 | (1815–1859) | Theodor Graf von Holnstein aus Bayern (1797–1857, ⚭ 1831) Wilhelm Freiherr von Künsberg von Fronberg (1801–1874, ⚭ 1857)                                                                         | 71,5 × 58 cm            | 1834 |           |
| Jane Erskine                                 | (1818–1846) | James Henry Callander, Esquire of Craigforth (⚭ 1837) | 72 × 57,9 cm            | 1837 |           |
| Theresa Renard                               | (1815–?)    | Mr. Spence | 72 × 57,8 cm            | 1837 |           |
| Mathilde Freiin von Jordan                   | (1817–1886) | Freiherr Friedrich Ferdinand von Beust (⚭ 1843) | 72 × 59 cm              | 1837 |           |
| Wilhelmine Sulzer                            | (1819–?)    | Karl Schneider, Registrator (⚭ 1838) | 72 × 59 cm              | 1838 |           |
| Luise Freiin von Neubeck                     | (1816–1872) | blieb unverheiratet (Stiftsdame des Heilig-Geist-Spitals (1870–1872)) | * seit 1936 verschollen | 1839 |           |
| Antonia Wallinger                            | (1823–1893) | Regierungsrat Friedrich von Ott (⚭ 1860) | 72,3 × 58,8 cm          | 1840 |           |
| Rosalie Julie von Wüllerstorf-Urbair         | (1814–?)    | Freiherr Ernst von Bonar, britischer Gesandter in Wien (⚭ 1834) | 72 × 58,2 cm            | 1840 |           |
| Sophie Prinzessin von Bayern                 | (1805–1872) | Erzherzog Franz Karl von Österreich (⚭ 1824) | 72 × 59 cm              | 1841 |           |
| Katharina Botzaris                           | (1820–1872) | Prinz Georg Karadja (⚭ 1845) | 72,4 × 59 cm            | 1841 |           |
| Caroline Lizius                              | (1825–1908) | Karl Albert von Stobäus, Legationsrat (⚭ 1849) | 71 × 59,4 cm            | 1842 |           |
| Elise List                                   | (1822–1893) | Gustav Pacher von Theinburg (⚭ 1845) | 70,3 × 59,2 cm          | 1842 |           |
| Marie Prinzessin von Preußen                 | (1825–1889) | Kronprinz Maximilian (II.) von Bayern (⚭ 1842) | 71,7 × 58 cm            | 1843 |           |
| Friederike Freiin von Gumppenberg            | (1823–1916) | Ludwig Freiherr von Gumppenberg, ihr Vetter (⚭ 1857) | 70 × 59,4 cm            | 1843 |           |
| Caroline Prinzessin zu Oettingen-Wallerstein | (1824–1889) | Hugo Graf Waldbott von Bassenheim (⚭ 1843) | 71 × 59,5 cm            | 1843 |           |
| Emily Lady Mansfield                         | (1822–1910) | Sir John Milbanke, britischer Gesandter in München (⚭ 1843) | 71 × 59 cm              | 1844 |           |
| Josepha Reh                                  | (1825–1881) | Anton Conti (⚭ 1840, 1845 von ihm verlassen) Anton Schirsner, Bezirksgerichtsrat in der Au (⚭ 1856)                                                                                              | 71,5 × 58,5 cm          | 1844 |           |
| Alexandra Prinzessin von Bayern              | (1826–1875) | blieb unverheiratet (Äbtissin der Königlichen Damenstifte St. Anna in München und Würzburg) | 70,5 × 59,2 cm          | 1845 |           |
| Auguste Erzherzogin von Österreich           | (1825–1864) | Prinz Luitpold von Bayern (⚭ 1844) | 70,2 × 59 cm            | 1845 |           |
| Lola Montez                                  | (1821–1861) | Thomas James, Offizier (⚭ 1836) George Trafford Heald, Offizier (⚭ 1849) Patrick Hull (⚭ 1853)                                                                                                   | 72 × 58,6 cm            | 1847 |           |
| Maria Dietsch                                | (1835–1869) | Georg Sprecher, Chefredakteur der Augsburger Abendzeitung (⚭ 1865) | 73 × 59 cm              | 1850 |           |
| Anna Bartelmann                              | (1836–?)    | Emil von Greiner (von 1861 bis 1865) |                         | 1861 |           |
| Carlotta von Breidbach-Bürresheim            | (1838–1920) | Graf Philipp Boos zu Waldeck (⚭ 1863) |                         | 1861 |           |

## Rezeption
Heinrich Heine schrieb in den 1840er-Jahren in seinen Lobgesängen auf König Ludwig über Ludwig I. und seine Schönheitengalerie folgende Zeilen:

„Er liebt die Kunst,

und die schönsten Fraun,

Die läßt er porträtieren;

Er geht in diesem gemalten Serail

Als Kunsteunuch spazieren.“

Moritz Gottlieb Saphir veröffentlichte im Februar 1828 das Gedicht Die zwei Rosen, das sich mit dem Bildnis der Amalie Adlerberg befasst.